# Amendement constitutionnel arménien de 2020
Un amendement constitutionnel a lieu en 2020 en Arménie afin de permettre le renvoi de trois des neuf juges de la Cour constitutionnelle en supprimant la clause d'antériorité qui leur permettait de se maintenir au delà du terme de douze ans prévu par la constitution en vigueur. 
L'amendement voté le 22 juin 2020 intervient dans le contexte d'une épuration politique des soutiens de l'ancien régime autoritaire de Serge Sarkissian, renversé lors de la révolution arménienne de 2018. 
Une mise à référendum d'une version plus sévère de l'amendement de la constitution prévoyant le renvoi de sept des neuf juges est initialement prévue pour le 5 avril 2020. Le scrutin est cependant repoussé à une date indéterminée puis annulé en raison de la propagation de la pandémie de coronavirus dans le pays, le parlement arménien décidant finalement d'opter pour une adoption purement parlementaire d'une version moindre.

## Contexte

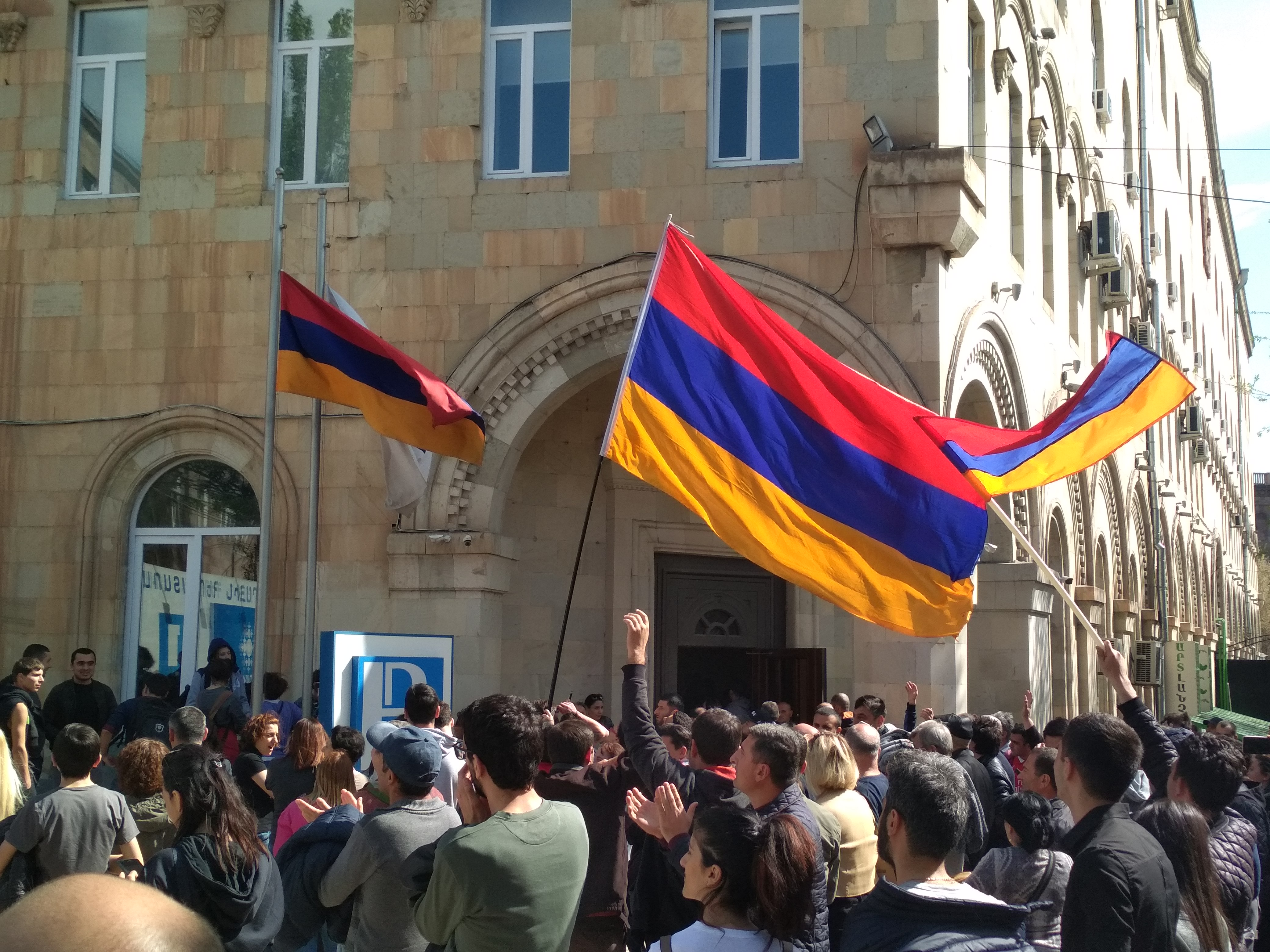
Manifestations lors de la Révolution arménienne de 2018.

La révolution arménienne menée du 31 mars au 8 mai 2018 conduit au renversement de Serge Sarkissian, alors à la tête du pays depuis plus de dix ans. Empêché de se maintenir à la présidence par la constitution qui limite à deux le nombre de mandat présidentiel, Sarkissian avait fait adopter par référendum en 2015 un passage du pays d'un régime semi-présidentiel à un régime parlementaire devant lui permettre de se maintenir au pouvoir en transférant l'essentiel du pouvoir exécutif au poste de Premier Ministre avant de s'y faire nommer par une assemblée où domine le Parti républicain d'Arménie acquis à sa cause,. 
La nomination de Sarkissian entraine cependant un large mouvement de contestation qui prend de l'ampleur à partir d'avril 2018 sous la forme d'importantes manifestations, de blocus et d'une grève générale multisectorielle. Menée par le député d'opposition Nikol Pachinian qui finit par être arrêté, les manifestants s'opposent sous le slogan « Refuse Serge ! » à une reconduite déguisée du chef de l'état, a qui ils reprochent notamment de ne pas avoir fait reculer la corruption jugée « endémique » ainsi que la pauvreté,. Devant la recrudescence des manifestations, Sarkissian présente finalement sa démission le 23 avril 2018, déclarant notamment : « Nikol Pachinian avait raison. Et moi, je me suis trompé » tandis que Nikol Pashinian est libéré dans la foulée

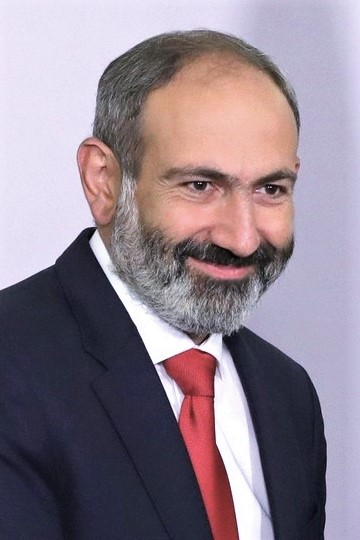
Nikol Pashinian en 2018.

Devenu Premier ministre grâce au ralliement de l'ensemble de l'opposition et d'une partie des députés du Parti républicain, Pashinian organise et remporte largement les élections législatives anticipées de décembre. La victoire de sa formation, l'Alliance « Mon pas », est écrasante, celle-ci réunissant à elle seule plus de 70 % des suffrages exprimés pour un total de 88 sièges sur 132. Le 14 janvier 2019, Pachinian est reconduit au poste de Premier ministre.
Lancé dans un vaste programme de lutte contre la corruption, passant par la mise en accusation des principaux soutiens du gouvernement de Serge Sarkissian, Pachinian se heurte néanmoins à l'opposition de la Cour constitutionnelle en septembre 2019. Cette dernière, composée de neuf membres, en majorité nommés sous les gouvernements précédents, juge en effet inconstitutionnels les motifs d'accusations portés à l'encontre de l'ancien président Robert Kotcharian. Cette décision amène le Premier ministre à déclarer que « La Cour constitutionnelle représente le régime corrompu de Serge Sarkissian, plutôt que le peuple, et elle doit disparaître », avant de cibler directement son président : « le seul espoir de l'ancien régime corrompu repose sur la Cour constitutionnelle et son président Hrayr Tovmasyan ». Le Premier ministre s'insurge ainsi devant la perspective d'un maintien à leurs postes de sept des neuf juges pendant plusieurs décennies, du fait d'une clause d'antériorité de la réforme votée par référendum en 2015,.
Dans les mois qui suivent, le gouvernement cherche sans succès à pousser les juges à la démission en échange d'une retraite anticipée pendant laquelle ils continueraient à percevoir pleinement leurs salaires. Aucun juge n'acceptant l'offre, le gouvernement se tourne vers une solution d'ordre constitutionnelle.

## Objet
Il s'agit d'un amendement de l'article 213 de la constitution arménienne afin d'en retirer une clause d'antériorité à visée transitoire permettant aux juges de la Cour constitutionnelle nommés avant l'entrée en viveur de la réforme de 2015 de rester en place en passant outre aux nouvelles règles concernant la fin de leurs fonctions. 
Les juges nommés après 2015 le sont en effet pour une durée fixe de douze ans, tandis que ceux en place sous les précédentes règles l'étaient jusqu'à leurs 65 ou 70 ans, respectivement selon celles de 1995 et de 2005. Sept des neuf juges, en poste depuis plus de douze ans, peuvent de ce fait prétendre à rester en poste grâce à cette clause, dont le président de la cour Hrayr Tovmasyan, jusqu'en 2035. 
La première version de l'amendement, en retirant cette clause d'antériorité, vise à la mise à la retraite d'office des sept juges concernés. Les mandats des deux autres juges, nommés après 2015, ne bénéficiaient pas de l'article 213 et ne sont donc pas concernés par sa modification.

## Premier projet avorté de mise à référendum
Un référendum n'est obligatoirement requis pour modifier la constitution que pour une liste précise d'articles dont ne fait pas partie le 213 et pour lequel une majorité qualifiée des deux tiers au parlement est donc suffisant, un référendum n'intervenant qu'en cas de vote à la seule majorité absolue. Bien que disposant d'une telle majorité des deux tiers, le gouvernement de l'Alliance « Mon pas » vote le projet par 88 voix pour, quinze contre et 26 abstentions le 6 février 2020, avant de s'abstenir dans la foulée lors du vote devant permettre de passer outre au référendum, qui échoue donc avec aucune voix pour, 36 contre et 88 abstentions, entrainant la mise au vote populaire. Le président Armen Sarkissian appose sa signature au projet trois jours plus tard, et le scrutin est fixé au 5 avril suivant. Le vote d'un amendement suivit de l'échec d'un passage par une majorité qualifié était le seul moyen constitutionnel permettant à la majorité gouvernementale de provoquer l'organisation du référendum voulu.
En accord avec l'article 207 de la constitution, un référendum constitutionnel n'est valide qu'à condition d'être approuvé par une majorité absolue de l'ensemble des votants — y compris ceux ayant votés blancs ou nuls —, et à condition que ce total de vote favorable soit supérieur à un quorum de 25 % du total des inscrits sur les listes électorales.
Initialement prévus pour le 5 avril 2020, le scrutin est repoussé à une date indéterminée en raison de la propagation de la pandémie de coronavirus dans le pays, qui pousse le gouvernement à décréter le 16 mars l'état d'urgence, sous lequel aucun scrutin ne peut être organisé en Arménie. Le gouvernement finit alors par juger que les conditions d'organisation d'un référendum ne sont plus réunies en raison du risque sanitaire. La majorité gouvernementale, qui avait organisée son propre échec à voter l'amendement sans passer par un référendum, vote par conséquent le 22 juin l'annulation du projet par 81 voix pour sur 132, après avoir modifiée le 3 juin la loi référendaire qui ne prévoyait pas cette possibilité.

## Seconde version adoptée par voie parlementaire
Le même jour, le parlement vote une nouvelle version, allégée, de l'amendement, cette fois-ci en votant en faveur avec une majorité des deux tiers lors du second vote, évitant la mise à référendum. Le président Armen Sarkissian, après avoir demandé l'avis positif de la Commission de Venise qui le donne le 19 juin, finit par signer la loi juste avant la limite du délai de 21 jours requis pour sa signature,. Bien qu'ayant jugé légitime la suppression de la clause d'ancienneté, la Commission recommande néanmoins de conserver en poste les juges ayant dépassé le mandat de douze ans pour une période transitoire à définir par l'assemblée, afin de ne pas procéder à un remplacement massif de la Cour par le parlement ayant lui même voté la fin du mandat de la majorité de ses membres. La Commission annonce par la suite regretter que le parlement arménien ait décidé d'ignorer cette recommandation,.
L'amendement finalement voté ne conduit finalement à la mise à la retraite anticipée que de trois juges sur neuf au lieu de sept. Hrayr Tovmasyan est quant à lui forcé de renoncer à la présidence de la Cour, mais est autorisé à en rester membre pour une période de dix ans,.